# Paelles Universitàries
Les Paelles Universitàries és un festival de música fet anualment. El lloc de celebració ha variat al llarg del temps pels problemes amb els ajuntaments de les localitats on se celebrava. Hi participen uns 25.000 joves cada any.
L'edició de 2014 fou cancel·lada el dia mateix que havia de celebrar-se. Els participants es moveren a la Platja de la Malva-rosa i allí causaren altercats.
La primera edició, el 2015, va ser feta a La Punta, València.
La segona edició també va ser feta a València.
L'edició de 2018 va ser celebrada a Montcada. Com l'alcaldessa ho va permetre, membres del govern local d'altres partits (Acord Ciutadà i Guanyem Montcada) van abandonaren l'equip de govern com a mostra de rebuig a la decisió de l'alcaldessa. El Partit Popular local va denunciar l'alcaldessa per permetre la celebració. Amparo Orts va ser portada al jutjat.
Durant les distintes edicions, el festival ha tingut una mala imatge caracteritzada per "camisetes amb missatges sexistes, jóvens etílics i botellot descontrolat".
Per a l'edició de 2019 l'organització va sol·licitar a diversos llocs per previndre de la reacció adversa que tenia l'ajuntament de Montcada. Se li va concedir a La Punta. Davant la mala imatge del festival, per a aquesta edició, la promotora va demanar un informe a la Unitat d'Investigació en Estratègia de Turisme i Oci del departament d'Economia Aplicada de la Universitat de València perquè se li diguera què podia millorar i que fera una anàlisi cost-benefici. Una associació de veïns de La Punta va dir que emprendria accions legals contra el festival perquè en les altres edicions van tindre conseqüències negatives. La jutgessa va arxivar la causa perquè considerà que les al·legacions no tenien caràcter penal. L'11 d'abril l'ajuntament de València va avortar que se celebrara perquè considerà que el recinte no complia els requisits. Els organitzadors, malgrat no comptar amb el permís, obriren les portes als participants i hi participaren unes 25.000 persones entre les 10:00 i les 20:00. Facua Comunitat Valenciana denuncià als organitzadors per vendre entrades per a un esdeveniment sense la llicència requerida. Uns mesos més tard, l'ajuntament de València va multar l'organització del festival per contaminació acústica.